# 彩色数 (結び目理論)

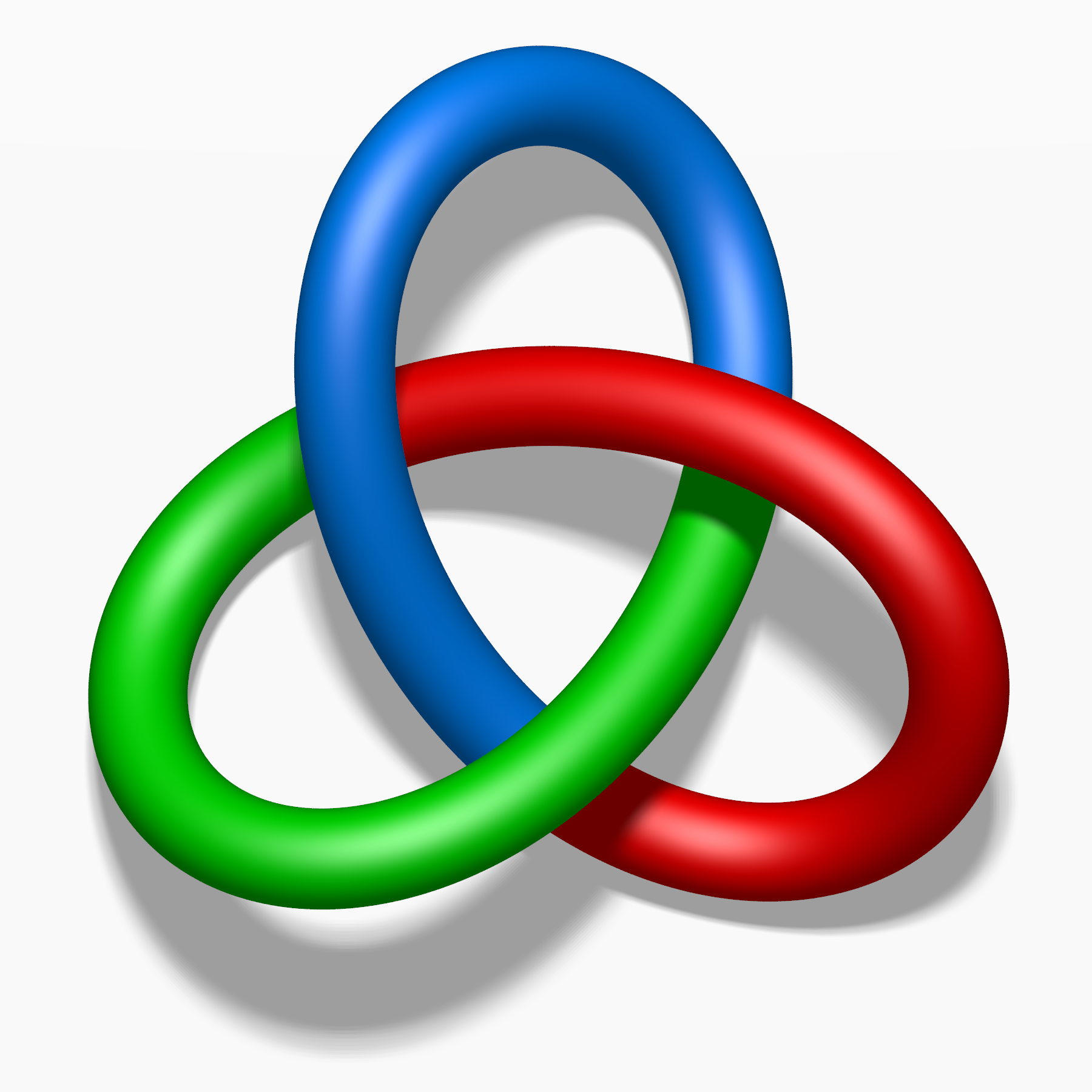
三葉結び目は3彩色可能である

彩色数（さいしょくすう）とは、位相幾何学の一分野である結び目理論において、結び目や絡み目の不変量のひとつである。

## 彩色可能性

### 3彩色可能性
結び目（絡み目）の射影図において、ある交点から別の交点までつながった一部分で、両端の交点では下を通るが途中では交点の（上を通ったとしても）下を通らない場合にその部分を道と呼ぶ。ただし自明な結び目の射影図も道とする。
このように道という語を定義したときに、射影図の各交点に3つの道が集まることになる（ただしそのうち2個は重複している可能性もある）。
ここで以下の2つの条件をともに満たすように結び目（絡み目）の射影図の道を3つ以下の異なる色で彩色できるとき、その結び目（絡み目）は3彩色可能であるという。
1. 任意の交点において、その交点に集まる3つの道は全て同じ色に塗られている、または3色の異なる色で塗られている
2. 射影図全体に2色以上の色が使われている

たとえば三葉結び目、2成分の自明な絡み目が3彩色可能であるのに対して8の字結び目、ホップ絡み目、ホワイトヘッド絡み目は3彩色不可能である。3彩色可能性はライデマイスター移動によって変化しないため、結び目不変量となる。よって三葉結び目が解けていないこと、三葉結び目と8の字結び目が異なる結び目であること、ホップ絡み目やホワイトヘッド絡み目が自明な2成分の絡み目でないことがわかる。
上の2つの条件のうち、2番目の条件を外すと全ての結び目・絡み目の射影図が3彩色可能となるが、このときの彩色の方法の総数を3彩色数という。これも結び目の不変量となる。例えば自明な結び目の3彩色数は3、三葉結び目の3彩色数は9である。

### p彩色可能性
前述の3彩色可能性を拡張し、以下のようにして素数 p に対してp彩色可能性を定義することができる。
まず絡み目の射影図の道に対して、（3つの色の代わりに）0以上 p-1 以下のp種類の自然数を対応させることにする。このとき、前述のように各交点には3つの道が集まっているため、上側を通る道につける自然数をx、下側を通る2つの道につける自然数をy,zとしたとき、
{\displaystyle 2x\equiv y+z\quad ({\text{mod }}p)\,}
が各交点ごとに成立するように自然数を振る。この条件を満たしなおかつ射影図全体で2種類以上の自然数がふられているような彩色ができたときに、その射影図はp彩色可能であると定義する。
3彩色可能性と同様に、p彩色可能性も絡み目の不変量となる。

## 彩色数
絡み目はいくつかの異なるpに対してp彩色可能性を満たすことがありうる。そこで、絡み目がp彩色可能となるような最小のpをその結び目の彩色数と定義する。彩色数は結び目の不変量となる。